# Mangazeja
Mangazeja (russisk: Мангазе́я) var en handelskoloni i det nordvestlige Sibirien og senere en by i 1600-tallet. Den blev oprettet i 1600 af kosakker fra Tobolsk ved floden Taz mellem hvor floderne Ob og Jenisej løber ud i Nordishavet. Navnet er afledt fra et nenetsisk etnonym, Monkansi eller Mongandi.
Russiske nybyggere fra Ruslands Hvidehavskyst (Pomorere) havde fundet en sørute langs kysten af Nordishavet til Arkhangelsk for at handle varer med norske, engelske og nederlandske købmænd. Mangazeja opsamlede gennem året skind og hvalrostænder som kunne udskibes i sommerperioden. Der var også handelsruter som fulgte de sibiriske floder. Det blev et Sibiriens "Bagdad", en bystat som var stort set uafhængig af det Russiske Kejserrige med sin velstand og isolation.
Den nordlige sørute blev forbudt i 1619 under dødsstraf og byen lukket for udefrakommende. Navigationsmærker blev fjernet, poster oprettet til opfange personer som forsøgte at nå frem til byen, og kort blev forfalskede. Staten var ikke i stand til at opkræve skatter, og man frygtede engelsk indtrængning i Sibirien. Desuden var konkurrencen fra Mangazeya ikke velset blandt indlandske købmænd som arbejdede ud fra Ural, Tjumen og Tobolsk.
Beliggenheden af det oprindelige Mangazeja og pomorernes nordlige sørute var blevet glemt frem til 1900-tallet, da arkæologer opdagede levninger af en fæstning lavet af tømmer og en markedsplads.